# Protocole Dali
Pour les articles homonymes, voir Dali.
Le Protocole Dali ou Digital Addressable Lighting Interface permet le contrôle individuel de 64 ballasts ou de 16 groupes de ballasts d'éclairage.
Il s'agit d'un protocole ouvert (IEC 62386). Il est utilisé majoritairement dans les bâtiments industriels et commerciaux couplé à des bus de terrains du type EIB/KNX ou LonWorks.
Un certain nombre de constructeurs d'oscilloscopes proposent soit par modules, soit de façon native, des fonctions de décodage du Bus DALI,,.
Le bus DALI est constitué de deux fils, avec polarité indifférente, ce qui limite les erreurs de câblage.
Les échanges d'information se font sous forme de trames à la vitesse de 1200 bit/s. Les bits sont codés en biphasé (codage de type Manchester), le 0 logique correspond à une transition négative, le 1 logique, à une transition positive.
Le contrôleur envoie une requête vers le ballast, puis reçoit une réponse de celui-ci.
La requête contient 19 bits : 1 bit de start + 1 octet d'adresse + 1 octet de donnée + 2 bits de stop.
La réponse contient 11 bits : 1 bit de start + 1 octet de donnée + 2 bits de stop.